# Jequitibá
Jequitibá is een gemeente in de Braziliaanse deelstaat Minas Gerais. De gemeente telt 5.756 inwoners (schatting 2009).

## Aangrenzende gemeenten
De gemeente grenst aan Araçaí, Baldim, Cordisburgo, Funilândia, Santana de Pirapama en Sete Lagoas.